# Joseph Hanse
Joseph Hanse, né à Floreffe le 5 octobre 1902 et décédé à Watermael-Boitsfort le 7 novembre 1992, a été professeur à  l’université catholique de Louvain, où il enseigné spécialement la littérature française, la littérature belge et la langue française ; il est surtout connu comme un grammairien belge de la langue française, mais son action fut déterminante également dans le domaine littéraire.

## Éléments biographiques
En 1925, il termine un doctorat en philosophie et lettres à l’université catholique de Louvain. Sa thèse, consacrée à l’œuvre de Charles De Coster est distinguée par l’Académie royale de langue et de littérature françaises.
Devenu enseignant, il se consacre à l’écriture et à la défense de la langue. Il s’oppose à la Grammaire  de l’Académie française, qu’il qualifie d’autoritaire, et réclame la création d’une institution supérieure à l’Académie.
Après la Seconde Guerre mondiale, il est à l’origine des Biennales internationales de la langue française. C'est au cours de la première édition, tenue à Québec, qu'est créé le Conseil international de la langue française, lequel est présidé par Joseph Hanse de 1968 à 1991.
Devenu professeur à l’UCL, il publie en 1949 la première édition du Dictionnaire des difficultés grammaticales et lexicologiques, suivi de différents travaux qui deviendront des ouvrages de référence pour la langue française, dont le Nouveau dictionnaire des difficultés du français moderne, paru en 1983 et régulièrement réédité depuis.
Joseph Hanse s'était fait remarquer par une thèse (plusieurs fois rééditée par la suite) à propos de Charles De Coster, auteur de La Légende d'Ulenspiegel et écrivain considéré comme précurseur par la génération des symbolistes et de la Jeune Belgique. Il ne cessa de s'intéresser ensuite à cet auteur mais aussi aux symbolistes, et en particulier à Maurice Maeterlinck. Son amour pour les lettres belges l'incita à participer activement à la création des Archives et Musée de la littérature en 1958, institution destinée à contribuer à la mémoire littéraire francophone.
Joseph Hanse a été membre actif de l’Académie royale de langue et de littérature françaises de Belgique, le premier président du Conseil supérieur de la langue française de Belgique et le président fondateur du Conseil international de la langue française. Il a été distingué par l'Ordre des francophones d'Amérique. En 1967, il est reçu membre d'honneur du cercle littéraire dialectal Lès Rèlîs Namurwès.
L’Académie française lui décerne le prix de la langue-française en 1972 pour Chasse aux Belgicismes, le prix du rayonnement de la langue et de la littérature françaises en 1977 et avec Hélène Bourgeois-Gielen et Albert Doppagne, en 1975, ils reçoivent le prix Saintour de l’Académie française pour leur ouvrage Nouvelle chasse aux Belgicismes.

### Principaux ouvrages:
- Hanse, Joseph: Charles De Coster, Bruxelles: La Renaissance du Livre, 1927, 387 p.; rééditions en 1928, 1965, 1990.
- Hanse, Joseph: Dictionnaire des difficultés grammaticales et lexicologiques, Bruxelles: Baude, coll. Bien écrire et bien parler, n°6, 1949, 787 p.; rééditions.
- Charlier, Gustave; Hanse, Joseph (ed.): Histoire illustrée des lettres françaises de Belgique, Bruxelles: La Renaissance du Livre, 1958, 656 p., ill.
- Hanse, Joseph (éd.): Maurice Maeterlinck: 1862-1962, Bruxelles: La Renaissance du Livre, 1962, 547 p., ill.
- Hanse, Joseph (éd.): Maurice Maeterlinck. Poésies complètes: Serres chaudes; Quinze Chansons; Neuf chansons de la trentaine; Treize chansons de la trentaine; Treize chansons de l'âge mûr (Edition définitive avec introduction, notes et variantes par Joseph Hanse),  Bruxelles: La Renaissance du Livre, 1962, 303 p.
- Hanse, Joseph; Doppagne Albert; Gielen, Hélène: Chasse aux belgicismes, 1971.
- Hanse, Joseph: Pour une rationalisation de l'orthographe, Bruxelles: Palais des Académies, 1972, 25 p.
- Hanse, Joseph (+): Naissance d'une littérature, Bruxelles: Labor, coll. Archives du Futur, n°93, 1992, 320 p.
- Hanse, Joseph (+); Blampain, Daniel: Nouveau dictionnaire des difficultés du français moderne, 5e édition, Gembloux: Duculot, 2005, 649 p. + 1 CD.

### A propos de Joseph Hanse:
- Beyen, Roland; Otten, Michel: Etudes de littérature française de Belgique offertes à Joseph Hanse pour son 75e anniversaire, Bruxelles: éd. Jacques Antoine, 1978, 422 p.
- Hanse, Ghislaine (éd.): Joseph Hanse aurait 100 ans. Album de souvenirs: les faits marquants d'une vie, des témoignages, sa bibliographie, s.l., l'éditeur, 2002, 152 p., ill.